# Parosphromenus filamentosus
Parosphromenus filamentosus är en fiskart som beskrevs av Vierke, 1981. Parosphromenus filamentosus ingår i släktet Parosphromenus och familjen Osphronemidae. Inga underarter finns listade i Catalogue of Life.